# 阿爾卑斯人種

瑞士人，阿爾卑斯人種。
《Man, Past and Present》(1899年)，Augustus H. Keane著。

塔吉克人，阿爾卑斯人種。
《Man, Past and Present》(1899年)，Augustus H. Keane著。

阿爾卑斯人種（英語：Alpine race）是19世紀与二十世纪早期歐洲形容中歐和東歐一帶的高加索人種之詞彙。塞爾特人与亚美尼亚人是阿爾卑斯人種的代表。阿爾卑斯人種也是歐洲分布最廣泛的白色人種，分布範圍大致涵蓋法国、中欧至西亚、中亚与西伯利亚西部等地。阿尔卑斯人种在法国扮演着举足轻重的角色，拥有强势地位和影响力，早期的人类学观点认为法国先后经历了法国大革命与拿破仑战争后，法国国内局势变幻，在原有社会阶层系统被破坏殆尽与各种复杂的社会对立影响下，其原统治阶层北欧人种遭受重创（原法蘭克人），战后阿尔卑斯人种增长迅速（塞爾特高盧人），最终取代了原先的北欧人种并占据主导性地位。

## 人种特征

奥地利人，阿尔卑斯人种。
一位来自意大利皮埃蒙特的男子，属于阿尔卑斯人种。
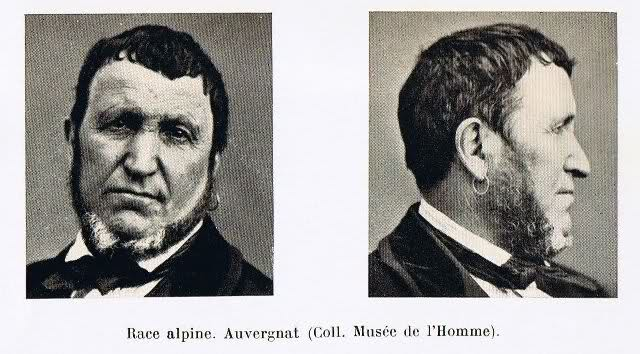
一位来自法国奥弗涅的男子，属于阿尔卑斯人种。
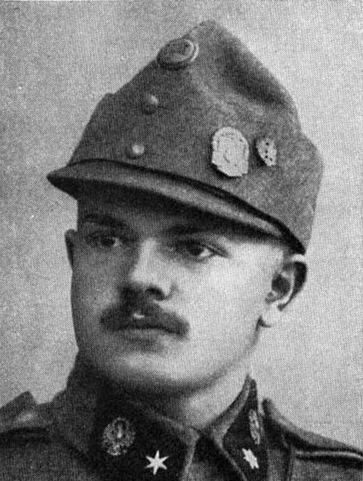
来自南蒂罗尔的奥地利人，阿尔卑斯人种。《德意志民族的人种学》（1939年第16版），汉斯·京特著。
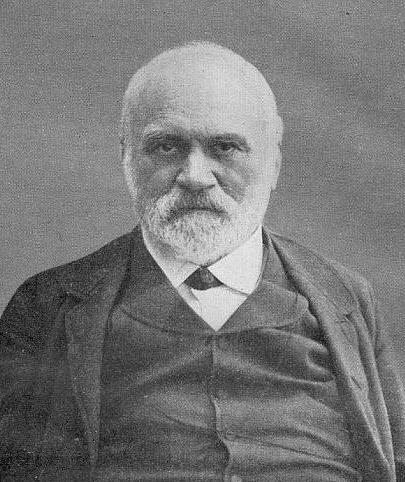
德国地理学家海因里希·基佩尔特，属阿尔卑斯人种。

此人種的颅指数平均88，普遍超过83，圆短颅型；前额又宽又高；鼻型中等，鼻指数平均63。脸型多短圆或方形；髮色多为棕黑色头发，也存在金色发色，眼睛颜色多为棕色，但多变，为蓝色、灰色或绿色。
人类学家威廉·Z·里普利进一步指出，阿尔卑斯人种的鼻子为中鼻型（mesorrine），而他们的头发通常是栗色的，他们的枕骨略呈圆形。学者认为阿尔卑斯人种的皮肤色素沉着是“中间白色”，一种介于肤色较浅的北欧人种和肤色较深的地中海人种之间的颜色。尽管所谓的阿尔卑斯人种数量众多，但阿尔卑斯人种的特征并没有像北欧人种和地中海人种那样被广泛讨论。他们通常被描述为“久坐不动”，坚实的农民血统，欧洲人口的可靠支柱，但领导力或创造力并不突出。麦迪逊·格兰特坚持他们“本质上是农民的性格”。

## 族群范围
主要涵盖的人群：
- 法国人
- 南部德国人
- 一部分西班牙人
- 瑞士人
- 奥地利人
- 北部意大利人
- 蒂罗尔人（奥地利西部与意大利北部的阿尔卑斯山脉地区）
- 匈牙利人
- 斯洛文尼亚人
- 捷克人
- 斯洛伐克人
- 波兰人
- 俄罗斯人
- 一部分亚美尼亚人、土耳其人
- 一部分犹太人

## 起源
根据人类学家威廉·Z·里普利和卡尔顿·库恩的说法，阿尔卑斯人种在中欧和西亚/中亚的部分地区占据主导地位。里普利认为阿尔卑斯人种起源于亚洲，并随着他们在欧洲建立的农业文明的出现和扩张而向西方传播。通过迁移到中欧，阿尔卑斯分离了早期欧洲种群的北部和南部分支，为北欧人种和地中海人种的独立演化创造了条件。
在库恩的欧洲人种一书中，他阐述了一个不同的论点，即他们是欧洲本土的旧石器时代晚期幸存者的简化类型：
阿尔卑斯人种为晚更新世时期定居于法国境内的旧石器时代晚期人群中的一种简化类型（因进化过程导致一种类型的体格与身体测量数值比其祖先原型更小，并且在一定比例上发生了相应的变化）和有点婴儿化（婴儿特征在成人中的持续存在）的幸存者，高度短头颅类型；似乎在很大程度上代表了克罗马农人短头颅类型因子的携带者。与这种类型非常相似的人种也出现在巴尔干半岛以及西亚和中亚的高原地区，这表明该人种的祖先原型在晚更新世时期就已广泛存在。在现代人种中，该人种有时以相对纯粹的形式出现，有时作为一个元素出现在多重起源的混合短头颅型种群中。它可能在更新世和现代中都充当了不同人群的短头颅化趋势的载体。
一些阿尔卑斯人种类型可能是通过趋同进化过程独立发展起来的。

## 歷史
有人说居住在西伯利亚的一些人也是阿爾卑斯人種。亚美尼亚人種与第拿里人種也是阿爾卑斯人種的特化类型。有人说他们发源自冰川时代的中亚，他们的语言被称为图兰尼语（原始突厥語），后被印欧语系取代。他们先后向欧洲传播青铜文化与冶炼铁器技术。
多数纳粹党员（包括希特勒，希特勒虽具北欧人种特征，但其阿尔卑斯人种血统应占较大比重）其实为此人种，为纯正北欧人种的德国人并不多。